# НБА
Национална кошаркашка асоцијација, позната по свом акрониму НБА (од енгл. NBA), професионална је кошаркашка лига у САД и Канади. У трци за освајање шампионског прстена учествује 29 тимова из Сједињених Америчких Држава и један тим из Канаде. НБА је активни члан Кошаркашког савеза САД.
Лига је основана 6. јуна 1946. године у Њујорку под називом Кошаркашка асоцијација Америке (енгл. Basketball Association of America), позната по свом акрониму БАА (од енгл. BAA). Име Национална кошаркашка асоцијација усвојено је у јесен 1949. године, након удруживања са конкурентском лигом која је до тада носила назив Национална кошаркашка лига (енгл. National Basketball League), позната по свом акрониму НБЛ (од енгл. NBL).

## Историја
Америчка кошаркашка асоцијација, позната по свом акрониму АБА (од енгл. ABA), је кошаркашка лига коју су 1946. године основали власници великих спортских дворана. Иако је и раније било покушаја оснивања професионалне кошаркашке лиге, по први пут је основана кошаркашка лига у којој су се утакмице играле у већим градовима и дворанама. Утакмица између Торонто хаскиса и Њујорк никса, одиграна 1. новембра 1946, била је прва званична утакмица НБА лиге.
Лига добија назив НБА након спајања БАА и НБЛ, а број тимова се повећава на 17. Следећих година НБА запада у кризу, па је 1954. лига имала само осам клубова, што је најмање у историји лиге.
У периоду од 1949. до 1954, екипа Минеаполис Лејкерса, коју је предводио центар Џорџ Мајкан, осваја пет наслова првака НБА, чиме постаје прва НБА династија. Да би се убрзала игра, уведено је правило о ограничењу напада на 24 секунде.
Године 1956. за Бостон Селтиксе потписује центар Бил Расел и са Селтиксима осваја 11 титула првака НБА у 13 сезона. Центар Вилт Чејмберлен почиње да наступа 1959. и постаје највећа звезда лиге у наредној деценији, постављајући низ рекорда у поенима и скоковима.
У том периоду долази до новог пресељења клубова у веће градове и првог проширења лиге.
Године 1967. лига се суочава са новом конкуренцијом у виду новоосноване кошаркашке лиге – Америчка кошаркашка асоцијација. У наредном периоду, водила се велика борба између ове две лиге око довођења нових талената, као и већ афирмисаних играча и кошаркашких судија. Године 1976. долази до распада АБА лиге и четири клуба из те лиге прелазе у НБА. Тиме се број клубова повећава на 22 тима.
Године 1979. у НБА је уведен шут за три поена, преузет из ABA лиге. Исте године у НБА долазе Лари Берд и Меџик Џонсон, чиме започиње период појачаног интересовања публике. Селтикси су са Бердом освојили три титуле, а Лејкерси са Меџиком пет.
Мајкл Џордан отпочиње НБА каријеру 1984. и следи нови пораст интересовања, услед чега се 1989. лига поново проширује на 27 клубова. У периоду од 1991. до 1998. године Џордан је са Булсима освојио шест титула првака НБА.
У том периоду долази до глобализације лиге и све већег прилива неамеричких играча који добијају значајне улоге у игри својих тимова. Због штрајка играча 1998. почетак сезоне је каснио и клубови су одиграли 50 уместо 82 утакмице у регуларном делу сезоне.

### НБА данас
Данас НБА лига има 30 клубова и подељена је на две конференције: Западну и Источну. Свака конференција се састоји из три дивизије и то:
Западна конференција:
- Северозападна дивизија
- Југозападна дивизија
- Пацифичка дивизија

Источна конференција:
- Атлантска дивизија
- Централна дивизија
- Југоисточна дивизија

Многи неамерички играчи су након преласка у НБА постали славни. Неки од њих су:
- Владе Дивац (26. пик на драфту 1989) - први српски играч који је драфтован, одиграо 17 сезона у НБА лиги
- Предраг Стојаковић (14. пик на драфту 1996) - Један је од најбољих играча у историји српске кошарке, а такође важи за једног од најбољих шутера у НБА историји[2]
- Дирк Новицки (9. пик са драфта 1998) - Најкориснији играч Светског првенства 2002, Европског првенства 2005. и најкориснији играч лиге 2006.
- Тони Паркер (28. пик са драфта 2001) - Најкориснији играч НБА финала 2007, освојио 4 титуле са Сан Антонио спарсима, најкориснији играч Европског првенства 2013.
- Јао Минг (први пик на драфту 2002)
- Пау Гасол (3. пик на драфту 2001) - Најкориснији играч Светског првенства 2006. и Европског првенства 2015.
- Никола Јокић (41. пик на драфту 2014) - НБА шампион 2023, Најкориснији играч НБА 2021. и 2022, Најкориснији играч НБА финала 2023.

Амерички играчи углавном долазе са колеџа, а неамерички из клубова.
Дана 29. јуна 2006. представљена је нова кошаркашка лопта, а 19. јула 2007. лигу је потресао велики скандал. Тог дана је ФБИ покренуо истрагу против судије Тима Донахјуа који је био оптужен за клађење и намештање утакмица на којима је судио. Донахју је признао кривицу.

## Тимови
НБА лига основана је 1946. године са 11 тимова и временом достигла број од 30 тимова.

### Источна конференција:
| Дивизија    | Тим                         | Град                      | Боје | Арена                  | Основан(а) |
| ----------- | --------------------------- | ------------------------- | ---- | ---------------------- | ---------- |
| Атлантска   | Бостон селтикси             | Бостон, Масачусетс        |      | ТД гарден              | 1946.      |
| Атлантска   | Бруклин нетси               | Њујорк, Њујорк            |      | Барклајс центар        | 1967.*     |
| Атлантска   | Њујорк никси                | Њујорк, Њујорк            |      | Медисон сквер гарден   | 1946.      |
| Атлантска   | Филаделфија севентисиксерси | Филаделфија, Пенсилванија |      | Велс Фарго центар      | 1939.*     |
| Атлантска   | Торонто репторси            | Торонто, Онтарио          |      | Скошабенк арена        | 1995.      |
| Централна   | Чикаго булси                | Чикаго, Илиноис           |      | Јунајтед центар        | 1966.      |
| Централна   | Кливленд кавалирси          | Кливленд, Охајо           |      | Квикен лоунс арена     | 1970.      |
| Централна   | Детроит пистонси            | Детроит, Мичиген          |      | Литл Сизарс арена      | 1941.*     |
| Централна   | Индијана пејсерси           | Индијанаполис, Индијана   |      | Бенкерс лајф филдхаус  | 1967.      |
| Централна   | Милвоки бакси               | Милвоки, Висконсин        |      | Фисерв форум           | 1968.      |
| Југоисточна | Атланта хокси               | Атланта, Џорџија          |      | Филипс арена           | 1946.*     |
| Југоисточна | Шарлот хорнетси             | Шарлот, Северна Каролина  |      | Спектрум центар        | 1988.      |
| Југоисточна | Мајами хит                  | Мајами, Флорида           |      | Американ ерлајнс арена | 1988.      |
| Југоисточна | Орландо меџик               | Орландо, Флорида          |      | Емвеј центар           | 1989.      |
| Југоисточна | Вашингтон визардси          | Вашингтон О. К.           |      | Кепитал уан арена      | 1961.*     |

### Западна конференција:
| Дивизија      | Тим                     | Град                       | Боје | Арена                   | Основан(а) |
| ------------- | ----------------------- | -------------------------- | ---- | ----------------------- | ---------- |
| Југозападна   | Далас маверикси         | Далас, Тексас              |      | Американ ерлајнс центар | 1980       |
| Југозападна   | Хјустон рокетси         | Хјустон, Тексас            |      | Тојота центар           | 1967.*     |
| Југозападна   | Мемфис гризлиси         | Мемфис, Тенеси             |      | Федексфорум             | 1995.*     |
| Југозападна   | Њу Орлеанс пеликанси    | Њу Орлеанс, Луизијана      |      | Смути кинг центар       | 2002.*     |
| Југозападна   | Сан Антонио спарси      | Сан Антонио, Тексас        |      | АТТ центар              | 1967.*     |
| Северозападна | Денвер нагетси          | Денвер, Колорадо           |      | Бол арена               | 1967.      |
| Северозападна | Минесота тимбервулвси   | Минеаполис, Минесота       |      | Таргет центар           | 1989.      |
| Северозападна | Портланд трејлблејзерси | Портланд, Орегон           |      | Мода центар             | 1970.      |
| Северозападна | Оклахома Сити тандер    | Оклахома Сити, Оклахома    |      | Пејком центар           | 1967.*     |
| Северозападна | Јута џез                | Солт Лејк Сити, Јута       |      | Вивинт арена            | 1974.*     |
| Пацифичка     | Голден Стејт вориорси   | Сан Франциско, Калифорнија |      | Чејс центар             | 1946.*     |
| Пацифичка     | Лос Анђелес клиперси    | Лос Анђелес, Калифорнија   |      | Крипто.ком арена        | 1970.*     |
| Пацифичка     | Лос Анђелес лејкерси    | Лос Анђелес, Калифорнија   |      | Крипто.ком арена        | 1946.*     |
| Пацифичка     | Финикс санси            | Финикс, Аризона            |      | Футпринт центар         | 1968.      |
| Пацифичка     | Сакраменто кингси       | Сакраменто, Калифорнија    |      | Голден 1 центар         | 1945.*     |

Легенда:
- Звездица (*) означава тим који је раније играо под другим именом.
- 1948. године Форт Вејн пистонси, Минесота лејкерси и Рочестер ројалси прешли су из НБЛ у НБА лигу (тада БАА).

## Регуларна сезона
Регуларна сезона НБА лиге почиње у јесен, обично крајем октобра или почетком новембра, и у њој сваки тим игра 82 утакмице (по 41 на домаћем и гостујућем терену). Лига је подељена на источну и западну конференцију, а сваку од њих чини 15 тимова подељених у три дивизије. Један клуб у регуларној сезони четири пута игра са сваким противником из исте дивизије, три до четири пута са противницима из осталих дивизија у оквиру исте конференције и по два пута са противницима из друге конференције.

### Ол-стар викенд
У фебруару се традиционално одржава НБА Ол-стар викенд. У оквиру суботњег програма одвијају се такмичења у брзом шутирању тројки, закуцавањима и вештинама. Ипак, централни догађај је резервисан за недељу, а у питању је Ол-стар утакмица. Пре те утакмице навијачи у САД, Канади и широм света преко интернета бирају по пет играча из сваке конференције, а они са највише добијених гласова појављују се у почетној петорци на тој утакмици. Тренере и стручне штабове такође бирају навијачи, како би они одабрали осталих 14 играча који ће утакмицу започети са клупе са резервне играче. Играч са најбољим учинком током утакмице добија МВП награду (најкориснији играч). Након Ол-стар утакмице играчи више не могу до краја те сезоне мењати клуб унутар лиге.

## Плеј-оф
НБА доигравање почиње средином априла и у њега се пласира по осам најбољих клубова из обе конференције. Ти клубови се унутар конференција рангирају на позиције од 1 до 8 на основу бољег омера победа и пораза. У оквиру конференција играју се по три рунде (четвртфинална, полуфинална и финална). Тимови се у четвртфиналима конференција упарују по систему 1-8, 2-7, 3-6, 4-5. У полуфиналима конференција се састају победници дуела 1-8 и 4-5, односно 2-7 и 3-6. Победници конференцијских финала састају у НБА финалу које се одржава током јуна. Све серије доигравања играју се на четири добијене утакмице, а распоред домаћинстава и гостовања одређен је форматом 2-2-1-1-1 (што значи да је боље рангирани тим домаћин прве две и евентуалне пете и седме утакмице).

### Победници по сезонама
| Година | Победник                    |
| ------ | --------------------------- |
| 1947.  | Филаделфија вориорси        |
| 1948.  | Балтимор булетси            |
| 1949.  | Минеаполис лејкерси         |
| 1950.  | Минеаполис лејкерси         |
| 1951.  | Рочестер ројалси            |
| 1952.  | Минеаполис лејкерси         |
| 1953.  | Минеаполис лејкерси         |
| 1954.  | Минеаполис лејкерси         |
| 1955.  | Сиракјуз нешоналси          |
| 1956.  | Филаделфија вориорси        |
| 1957.  | Бостон селтикси             |
| 1958.  | Сент Луис хокси             |
| 1959.  | Бостон селтикси             |
| 1960.  | Бостон селтикси             |
| 1961.  | Бостон селтикси             |
| 1962.  | Бостон селтикси             |
| 1963.  | Бостон селтикси             |
| 1964.  | Бостон селтикси             |
| 1965.  | Бостон селтикси             |
| 1966.  | Бостон селтикси             |
| 1967.  | Филаделфија севентисиксерси |
| 1968.  | Бостон селтикси             |
| 1969.  | Бостон селтикси             |
| 1970.  | Њујорк никси                |
| 1971.  | Милвоки бакси               |
| 1972.  | Лос Анђелес лејкерси        |
| 1973   | Њујорк никси                |
| 1974.  | Бостон селтикси             |
| 1975.  | Голден Стејт вориорси       |
| 1976.  | Бостон селтикси             |
| 1977.  | Портланд трејлблејзерси     |
| 1978.  | Вашингтон булетси           |
| 1979.  | Сијетл суперсоникси         |
| 1980.  | Лос Анђелес лејкерси        |
| 1981.  | Бостон селтикси             |
| 1982.  | Лос Анђелес лејкерси        |
| 1983.  | Филаделфија севентисиксерси |
| 1984.  | Бостон селтикси             |
| 1985.  | Лос Анђелес лејкерси        |
| 1986.  | Бостон селтикси             |
| 1987.  | Лос Анђелес лејкерси        |
| 1988.  | Лос Анђелес лејкерси        |
| 1989.  | Детроит пистонси            |
| 1990.  | Детроит пистонси            |
| 1991.  | Чикаго булси                |
| 1992.  | Чикаго булси                |
| 1993.  | Чикаго булси                |
| 1994.  | Хјустон рокетси             |
| 1995.  | Хјустон рокетси             |
| 1996.  | Чикаго булси                |
| 1997.  | Чикаго булси                |
| 1998.  | Чикаго булси                |
| 1999.  | Сан Антонио спарси          |
| 2000.  | Лос Анђелес лејкерси        |
| 2001.  | Лос Анђелес лејкерси        |
| 2002.  | Лос Анђелес лејкерси        |
| 2003.  | Сан Антонио спарси          |
| 2004.  | Детроит пистонси            |
| 2005.  | Сан Антонио спарси          |
| 2006.  | Мајами хит                  |
| 2007.  | Сан Антонио спарси          |
| 2008.  | Бостон селтикси             |
| 2009.  | Лос Анђелес лејкерси        |
| 2010.  | Лос Анђелес лејкерси        |
| 2011.  | Далас маверикси             |
| 2012.  | Мајами хит                  |
| 2013.  | Мајами хит                  |
| 2014.  | Сан Антонио спарси          |
| 2015.  | Голден Стејт вориорси       |
| 2016.  | Кливленд кавалирси          |
| 2017.  | Голден Стејт вориорси       |
| 2018.  | Голден Стејт вориорси       |
| 2019.  | Торонто репторси            |
| 2020.  | Лос Анђелес лејкерси        |
| 2021.  | Милвоки бакси               |
| 2022.  | Голден Стејт вориорси       |
| 2023.  | Денвер нагетси              |
| 2024.  | Бостон селтикси             |

## Освојене титуле
| Тим                         | Титуле | Година |
| --------------------------- | ------ | --- |
| Бостон селтикси             | 18     | 1957, 1959, 1960, 1961, 1962, 1963, 1964, 1965, 1966, 1968, 1969, 1974, 1976, 1981, 1984, 1986, 2008, 2024. |
| Лос Анђелес лејкерси        | 17     | 1949, 1950, 1952, 1953, 1954, 1972, 1980, 1982, 1985, 1987, 1988, 2000, 2001, 2002, 2009, 2010, 2020.       |
| Голден Стејт вориорси       | 7      | 1947, 1956, 1975, 2015, 2017, 2018, 2022.                                                                   |
| Чикаго булси                | 6      | 1991, 1992, 1993, 1996, 1997, 1998.                                                                         |
| Сан Антонио спарси          | 5      | 1999, 2003, 2005, 2007, 2014.                                                                               |
| Филаделфија севентисиксерси | 3      | 1955, 1967, 1983.                                                                                           |
| Детроит пистонси            | 3      | 1989, 1990, 2004.                                                                                           |
| Мајами хит                  | 3      | 2006, 2012, 2013.                                                                                           |
| Милвоки бакси               | 2      | 1971, 2021.                                                                                                 |
| Њујорк никси                | 2      | 1970, 1973.                                                                                                 |
| Хјустон рокетси             | 2      | 1994, 1995.                                                                                                 |
| Балтимор булетси            | 1      | 1948. |
| Сакраменто кингси           | 1      | 1951. |
| Атланта хокси               | 1      | 1958. |
| Портланд трејлблејзерси     | 1      | 1977. |
| Вашингтон визардси          | 1      | 1978. |
| Оклахома Сити тандер        | 1      | 1979. |
| Далас маверикси             | 1      | 2011. |
| Кливленд кавалирси          | 1      | 2016. |
| Торонто репторси            | 1      | 2019. |
| Денвер нагетси              | 1      | 2023. |

## Важне личности

### Председници и комесари
- Морис Подолоф, Председник од 1946. до 1963. године.
- Волтер Кенеди, Председник од 1963. до 1967. и комесар од 1967. до 1975. године.
- Лари О'Брајен, комесар од 1975. до 1984. године.
- Дејвид Стерн, комесар од 1984. до 2014. године.
- Адам Силвер, комесар од 2014. године.

## Награде
- Најкориснији играч НБА
- Најкориснији играч НБА финала
- НБА новајлија године
- Играч НБА који је највише напредовао
- Одбрамбени играч године НБА
- Шести играч године НБА
- Тренер године НБА
- Идеални тим НБА
- Идеални тим новајлија НБА
- Идеални одбрамбени тим НБА